# Guerre de voisinage
Pour plus de détails, voir Fiche technique et Distribution.
Guerre de voisinage (Compressed Hare) est un cartoon Merrie Melodies réalisé par Chuck Jones et Maurice Noble, sorti le 29 juillet 1961, mettant en scène Bugs Bunny  et Vil Coyote. C'est la quatrième fois qu'ils apparaissent ensemble.

## Synopsis
Coyote laisse un téléphone au trou de son voisin, Bugs Bunny. Il appelle de sa caverne, demandant d'emprunter une tasse de carottes en entier. Les moustaches de Bugs se contractent alors qu'il regarde sarcastiquement la boîte aux lettres du Coyote (" Coyote - Genius"), et réalise ce qu'il affronte. Il se moque alors de lui: «Es-tu là, génie? Es-tu capable, capable,« solent »,« descriptible », supportable? ...» Wile E. attrape Bugs, le lie à un pieu et se prépare à compléter son mais Bugs prend le dessus en sautillant sur le plancher, faisant démarrer un winecork qui, après avoir ricoché dans la pièce, déclenche l'ouverture du lit escamotable de Wile E., écrasant le Coyote dans le sol, avec seulement sa tête. dépassant (au son du Powerhouse de Raymond Scott). Bugs fait son escapade et saute dans son trou.
Wile E. essaye ensuite un aspirateur pour aspirer le lapin, en lui donnant un leurre de dynamite (avant que le leurre n'explose, il dit: "Eh bien, le garçon a du talent"), un coup de canon que Bugs réoriente au Coyote grâce à quelques pipes souterraines (Coyote: "Eh bien, même un génie peut avoir un jour de repos"), et "Ciment à séchage rapide". Le ciment sèche dans un bloc cylindrique. Comme Wile E. rit, en disant, "Quelle merveilleuse façon de cimenter une amitié.", Il court directement dans le bloc, qui s'incline sur lui. Bugs apparaît alors et dit, "Eh bien, maintenant il a des preuves concrètes que je suis un bon voisin".
La dernière tentative est un aimant électrique de 10 milliards de volts, que  Coyote allume après avoir laissé une carotte métallique dans le trou de Bugs (en espérant que le lapin puisse manger la carotte et être tiré par l'aimant vers son prédateur en attente). Bugs le trompe et renvoie la carotte à Wile E. La boîte aux lettres de Bugs est également tirée vers l'aimant, frappant Wile E. en plein visage. Bugs lance un fer à repasser, une poêle à frire, une poubelle et un  maillet, ainsi que son lit et sa cuisinière, qui sont tous attirés par l'aimant. Cependant, ni Bugs ni Wile E. n'attendent que l'aimant attire tout le reste avec des propriétés métalliques (le fil de barbelés, le réverbère, la bouilloire, la voiture, les panneaux de signalisation, le bulldozer, les clôtures de fer, le bus, le paquebot, la tour Eiffel, les planètes et les satellites, et, finalement, la fusée Mercury essayant de décoller dans l'espace). La fusée Mercury se loge dans la grotte de Wile E et explose, ainsi que tout ce que l'aimant attire, projetant  Coyote dans l'oubli alors que Bugs regarde de son trou. Bugs remarque "Une chose est sûre: nous sommes le premier pays à mettre un coyote en orbite".

## Fiche technique
- Version Française
- doublage (d'origine) (Le Lapin aimant)
- Guy Piérauld : Bugs Bunny (1e voix)
- Jean Droze : Vil Coyote, Annonceur (1e voix)

- redoublage (Guerre de voisinage)
- Gérard Surugue : Bugs Bunny (2e voix)
- Patrick Guillemin : Vil Coyote (2e voix)
- Bernard Métraux : Annonceur (2e voix)